# شهرستان اولوموتس
ناحیهٔ اولومووتس (به لاتین: Olomouc District) یک ناحیه در جمهوری چک است که در منطقه اولوموتس واقع شده‌است. ناحیهٔ اولومووتس ۱٬۶۲۰٫۲۸ کیلومتر مربع مساحت و ۲۲۸٬۸۳۱ نفر جمعیت دارد.